# Daniël de Ridder
Daniël Robin Frederick de Ridder (Amszterdam, 1984. március 6. –)  holland labdarúgó. Pályafutása az Ajax Amsterdamban indult, a 2012–13-as szezonban az SC Heerenveen játékosa.

## Pályafutása

### Ifjúkora
Daniël de Ridder Amszterdamban született holland apa és izraeli anya gyermekeként. Labdarúgó pályafutását az Ajax Amsterdam ifjúsági csapatánál kezdte 1998-ban.

### A klubokban
Az Ajax felnőtt Eredivisie-csapatában 2004. január 21-én mutatkozott be a  Roda ellen, és az idényben kilencszer játszott. Első gólját május 16-án szerezte a Willem II ellen. 2004 szeptemberében csereként jutott szóhoz UEFA-bajnokok ligája-meccsen, a Bayern München ellen. 2004-ben kedvezőbb szerződést kínáltak neki 2007 júniusáig.
2005. augusztus 31-én a spanyol Celta Vigo labdarúgója lett. 2005 szeptemberében játszotta első spanyol bajnoki meccsét a Sevilla elleni győztes találkozón, amivel a klub átmenetileg átvette a Primera División első helyét. Első spanyol gólját 2006. április 6-án szerezte az Atlético Madrid ellen. A Celta Vigo a 2006–07-es szezon végén kiesett az első osztályból.
De Ridder 2007. július 3-án aláírt szerződéssel az angol Birmingham Cityhez igazolt. Első mérkőzését 2007. augusztus 12-én játszotta a Chelsea ellen, de gyorsan megsérült, és le kellett cserélni. Egy szezont töltött Angliában, és tíz bajnoki és egy FA-kupa mérkőzésen lépett pályára, de gólt nem sikerült szereznie. Utolsó meccsét a FA-kupában játszotta, és játékával kapcsolatban Alex McLeish edző is nyilatkozott. Szerződését az idény végén közös megegyezéssel felbontották.
A következő klubja a Wigan volt, ahova három évre szóló kontraktussal szerződött. A Newcastle elleni mérkőzésen az ő szögletéből szerzett egyenlítő gólt Titus Bramble a 89. percben. 2010-ben a klub kölcsönadta a Hapóél Tel-Avivnak. A klub – zsidó származása okán – izraeli útlevelet intézett számára. A csapattal megnyerte a 2010-es izraeli kupát és a bajnokságot.
2011. július 9-én Svájcba igazolt, két évet írt alá a Grasshopperhez. A zürichi klub színeiben 22 meccsen három gólt szerzett.
De Ridder 1012. október 23-átől a holland Heerenveen játékosa, és 2013. június 30-áig érvényes szerződése van. 15 bajnoki mérkőzésen játszott, és három gólt szerzett, de 2013. január 28-án megsérült.

### A válogatottban
A holland U21-es válogatottba 2004-ben hívták meg, és csapattal kijutott a 2006-os U21-es labdarúgó-Európa-bajnokságra. A csoportmérkőzések során az Olaszország elleni mérkőzést az ő góljával nyerték 1–0-ra. A holland csapat, amelynek sztárja Klaas-Jan Huntelaar volt, megnyerte az Eb-t. 2007-ben Foppe de Haan edző behívta az U21-es válogatottba, amely [Izrael és Portugália legyőzésével biztosította részvételét a 2008-as nyári olimpiai játékokon. De Ridder az olimpiára már nem jutott ki, a válogatottban az utolsó meccsét 2007. június 23-án játszotta Szerbia ellen.

## Fordítás
- Ez a szócikk részben vagy egészben  a   Daniël de Ridder című angol Wikipédia-szócikk ezen változatának fordításán alapul.  Az eredeti cikk szerkesztőit annak laptörténete sorolja fel. Ez a jelzés csupán a megfogalmazás eredetét és a szerzői jogokat jelzi, nem szolgál a cikkben szereplő információk forrásmegjelöléseként.